# Lijst van premiers van Canada
Dit is een lijst van premiers van Canada. Terugkerende premiers van Canada krijgen in de officiële nummering geen nieuw nummer. De huidige premier is Mark Carney van de Liberale Partij en werd op 14 maart 2025 benoemd tot premier na het aftreden van Justin Trudeau.

## Premiers van Canada (1867–heden)
| Nr.  | Premier van Canada Premier Ministre du Canada | Premier van Canada Premier Ministre du Canada | Premier van Canada Premier Ministre du Canada | Ambtstermijn      | Ambtstermijn      | Partij(en)                     | Kabinet(en) | Verkiezing(en) |
| ---- | --------------------------------------------- | --------------------------------------------- | --------------------------------------------- | ----------------- | ----------------- | ------------------------------ | ----------- | -------------- |
| 1    |                                               | John Macdonald                                | Sir John Macdonald (1815–1891)                | 1 juli 1867       | 7 november 1873   | Liberal- Conservative Party    | 1e          | 1867           |
| 1    | 1872                                          | John Macdonald                                | Sir John Macdonald (1815–1891)                | 1 juli 1867       | 7 november 1873   | Liberal- Conservative Party    | 1e          |                |
| 2    |                                               | Alexander Mackenzie                           | Alexander Mackenzie (1822–1892)               | 7 november 1873   | 17 oktober 1878   | Liberal Party                  | 2e          |                |
| 2    | 1874                                          | Alexander Mackenzie                           | Alexander Mackenzie (1822–1892)               | 7 november 1873   | 17 oktober 1878   | Liberal Party                  | 2e          |                |
| (1)  |                                               | John Macdonald                                | Sir John Macdonald (1815–1891)                | 17 oktober 1878   | 6 juni 1891       | Liberal- Conservative Party    | 3e          | 1878           |
| (1)  | 1882                                          | John Macdonald                                | Sir John Macdonald (1815–1891)                | 17 oktober 1878   | 6 juni 1891       | Liberal- Conservative Party    | 3e          |                |
| (1)  | 1887                                          | John Macdonald                                | Sir John Macdonald (1815–1891)                | 17 oktober 1878   | 6 juni 1891       | Liberal- Conservative Party    | 3e          |                |
| (1)  | 1891                                          | John Macdonald                                | Sir John Macdonald (1815–1891)                | 17 oktober 1878   | 6 juni 1891       | Liberal- Conservative Party    | 3e          |                |
| 3    |                                               | John Abbott                                   | Sir John Abbott (1821–1893)                   | 6 juni 1891       | 5 december 1892   | Liberal- Conservative Party    | 4e          |                |
| 4    |                                               | John Thompson                                 | Sir John Thompson (1845–1894)                 | 5 december 1892   | 12 december 1894  | Liberal- Conservative Party    | 5e          |                |
| 5    |                                               | Mackenzie Bowell                              | Sir Mackenzie Bowell (1823–1917)              | 12 december 1894  | 1 mei 1896        | Liberal- Conservative Party    | 6e          |                |
| 6    |                                               | Charles Tupper                                | Sir Charles Tupper (1821–1915)                | 1 mei 1896        | 11 juli 1896      | Liberal- Conservative Party    | 7e          |                |
| 7    |                                               | Wilfrid Laurier                               | Sir Wilfrid Laurier (1841–1919)               | 11 juli 1896      | 10 oktober 1911   | Liberal Party                  | 8e          | 1896           |
| 7    | 1900                                          | Wilfrid Laurier                               | Sir Wilfrid Laurier (1841–1919)               | 11 juli 1896      | 10 oktober 1911   | Liberal Party                  | 8e          |                |
| 7    | 1904                                          | Wilfrid Laurier                               | Sir Wilfrid Laurier (1841–1919)               | 11 juli 1896      | 10 oktober 1911   | Liberal Party                  | 8e          |                |
| 7    | 1908                                          | Wilfrid Laurier                               | Sir Wilfrid Laurier (1841–1919)               | 11 juli 1896      | 10 oktober 1911   | Liberal Party                  | 8e          |                |
| 8    |                                               | Robert Borden                                 | Sir Robert Borden (1854–1937)                 | 10 oktober 1911   | 10 juli 1920      | Conservative Party             | 9e          | 1911           |
| 8    |                                               | Robert Borden                                 | Sir Robert Borden (1854–1937)                 | 10 oktober 1911   | 10 juli 1920      | Untion Party                   | 10e         | 1917           |
| 9    |                                               | Arthur Meighen                                | Arthur Meighen (1874–1960)                    | 10 juli 1920      | 29 december 1921  | Conservative Party             | 11e         | 1917           |
| 10   |                                               | William Lyon Mackenzie King                   | William Lyon Mackenzie King (1874–1950)       | 29 december 1921  | 29 juni 1926      | Liberal Party                  | 12e         | 1921           |
| 10   | 1925                                          | William Lyon Mackenzie King                   | William Lyon Mackenzie King (1874–1950)       | 29 december 1921  | 29 juni 1926      | Liberal Party                  | 12e         |                |
| (9)  |                                               | Arthur Meighen                                | Arthur Meighen (1874–1960)                    | 29 juni 1926      | 25 september 1926 | Conservative Party             | 13e         |                |
| (10) |                                               | William Lyon Mackenzie King                   | William Lyon Mackenzie King (1874–1950)       | 25 september 1926 | 7 augustus 1930   | Liberal Party                  | 14e         | 1926           |
| 11   |                                               | Richard Bennett                               | Richard Bennett (1870–1947)                   | 7 augustus 1930   | 23 oktober 1935   | Progressive Conservative Party | 15e         | 1930           |
| (10) |                                               | William Lyon Mackenzie King                   | William Lyon Mackenzie King (1874–1950)       | 23 oktober 1935   | 15 november 1948  | Liberal Party                  | 16e         | 1935           |
| (10) | 1940                                          | William Lyon Mackenzie King                   | William Lyon Mackenzie King (1874–1950)       | 23 oktober 1935   | 15 november 1948  | Liberal Party                  | 16e         |                |
| (10) | 1945                                          | William Lyon Mackenzie King                   | William Lyon Mackenzie King (1874–1950)       | 23 oktober 1935   | 15 november 1948  | Liberal Party                  | 16e         |                |
| 12   |                                               | Louis Saint-Laurent                           | Louis Saint-Laurent (1882–1973)               | 15 november 1948  | 21 juni 1957      | Liberal Party                  | 17e         |                |
| 12   | 1949                                          | Louis Saint-Laurent                           | Louis Saint-Laurent (1882–1973)               | 15 november 1948  | 21 juni 1957      | Liberal Party                  | 17e         |                |
| 12   | 1953                                          | Louis Saint-Laurent                           | Louis Saint-Laurent (1882–1973)               | 15 november 1948  | 21 juni 1957      | Liberal Party                  | 17e         |                |
| 13   |                                               | John Diefenbaker                              | John Diefenbaker (1895–1979)                  | 21 juni 1957      | 22 april 1963     | Progressive Conservative Party | 18e         | 1957           |
| 13   | 1958                                          | John Diefenbaker                              | John Diefenbaker (1895–1979)                  | 21 juni 1957      | 22 april 1963     | Progressive Conservative Party | 18e         |                |
| 13   | 1962                                          | John Diefenbaker                              | John Diefenbaker (1895–1979)                  | 21 juni 1957      | 22 april 1963     | Progressive Conservative Party | 18e         |                |
| 14   |                                               | Lester Pearson                                | Lester Bowles Pearson (1897–1972)             | 22 april 1963     | 20 april 1968     | Liberal Party                  | 19e         | 1963           |
| 14   | 1965                                          | Lester Pearson                                | Lester Bowles Pearson (1897–1972)             | 22 april 1963     | 20 april 1968     | Liberal Party                  | 19e         |                |
| 15   |                                               | Pierre Trudeau                                | Pierre Trudeau (1919–2000)                    | 20 april 1968     | 4 juni 1979       | Liberal Party                  | 20e         |                |
| 15   | 1968                                          | Pierre Trudeau                                | Pierre Trudeau (1919–2000)                    | 20 april 1968     | 4 juni 1979       | Liberal Party                  | 20e         |                |
| 15   | 1972                                          | Pierre Trudeau                                | Pierre Trudeau (1919–2000)                    | 20 april 1968     | 4 juni 1979       | Liberal Party                  | 20e         |                |
| 15   | 1974                                          | Pierre Trudeau                                | Pierre Trudeau (1919–2000)                    | 20 april 1968     | 4 juni 1979       | Liberal Party                  | 20e         |                |
| 16   |                                               |                                               | Joe Clark (1939)                              | 4 juni 1979       | 3 maart 1980      | Progressive Conservative Party | 21e         | 1979           |
| (15) |                                               | Pierre Trudeau                                | Pierre Trudeau (1919–2000)                    | 3 maart 1980      | 30 juni 1984      | Liberal Party                  | 22e         | 1980           |
| 17   |                                               | John Turner                                   | John Turner (1929–2020)                       | 30 juni 1984      | 16 september 1984 | Liberal Party                  | 23e         | 1980           |
| 18   |                                               | Brian Mulroney                                | Brian Mulroney (1939–2024)                    | 16 september 1984 | 25 juni 1993      | Progressive Conservative Party | 24e         | 1984           |
| 18   | 1988                                          | Brian Mulroney                                | Brian Mulroney (1939–2024)                    | 16 september 1984 | 25 juni 1993      | Progressive Conservative Party | 24e         |                |
| 19   |                                               | Kim Campbell                                  | Kim Campbell (1947)                           | 25 juni 1993      | 3 november 1993   | Progressive Conservative Party | 25e         |                |
| 20   |                                               | Jean Chrétien                                 | Jean Chrétien (1934)                          | 3 november 1993   | 12 december 2003  | Liberal Party                  | 26e         | 1993           |
| 20   | 1997                                          | Jean Chrétien                                 | Jean Chrétien (1934)                          | 3 november 1993   | 12 december 2003  | Liberal Party                  | 26e         |                |
| 20   | 2000                                          | Jean Chrétien                                 | Jean Chrétien (1934)                          | 3 november 1993   | 12 december 2003  | Liberal Party                  | 26e         |                |
| 21   |                                               | Paul Martin                                   | Paul Martin (1938)                            | 12 december 2003  | 6 februari 2006   | Liberal Party                  | 27e         |                |
| 21   | 2004                                          | Paul Martin                                   | Paul Martin (1938)                            | 12 december 2003  | 6 februari 2006   | Liberal Party                  | 27e         |                |
| 22   |                                               | Stephen Harper                                | Stephen Harper (1959)                         | 6 februari 2006   | 4 november 2015   | Conservative Party             | 28e         | 2006           |
| 22   | 2008                                          | Stephen Harper                                | Stephen Harper (1959)                         | 6 februari 2006   | 4 november 2015   | Conservative Party             | 28e         |                |
| 22   | 2011                                          | Stephen Harper                                | Stephen Harper (1959)                         | 6 februari 2006   | 4 november 2015   | Conservative Party             | 28e         |                |
| 23   |                                               | Justin Trudeau                                | Justin Trudeau (1971)                         | 4 november 2015   | 14 maart 2025     | Liberal Party                  | 29e         | 2015           |
| 23   | 2019                                          | Justin Trudeau                                | Justin Trudeau (1971)                         | 4 november 2015   | 14 maart 2025     | Liberal Party                  | 29e         |                |
| 23   | 2021                                          | Justin Trudeau                                | Justin Trudeau (1971)                         | 4 november 2015   | 14 maart 2025     | Liberal Party                  | 29e         |                |
| 24   |                                               | Mark Carney                                   | Mark Carney (1965)                            | 14 maart 2025     | heden             | Liberal Party                  | 30e         |                |
| 24   | 2025                                          | Mark Carney                                   | Mark Carney (1965)                            | 14 maart 2025     | heden             | Liberal Party                  | 30e         |                |